# Darbyville
Darbyville és una població dels Estats Units a l'estat d'Ohio. Segons el cens del 2000 tenia 293 habitants.

## Demografia
Segons el cens del 2000, Darbyville tenia 293 habitants, 94 habitatges, i 75 famílies. La densitat de població era de 240,7 habitants per km².
Dels 94 habitatges en un 38,3% hi vivien nens de menys de 18 anys, en un 53,2% hi vivien parelles casades, en un 16% dones solteres, i en un 20,2% no eren unitats familiars. En el 17% dels habitatges hi vivien persones soles el 7,4% de les quals corresponia a persones de 65 anys o més que vivien soles. El nombre mitjà de persones vivint en cada habitatge era de 3,12 i el nombre mitjà de persones que vivien en cada família era de 3,41.
Per edats la població es repartia de la següent manera: un 31,4% tenia menys de 18 anys, un 5,1% entre 18 i 24, un 32,1% entre 25 i 44, un 20,5% de 45 a 60 i un 10,9% 65 anys o més.
L'edat mediana era de 34 anys. Per cada 100 dones de 18 o més anys hi havia 93,3 homes.
La renda mediana per habitatge era de 37.727 $ i la renda mediana per família de 37.969 $. Els homes tenien una renda mediana de 28.214 $ mentre que les dones 20.000 $. La renda per capita de la població era d'11.329 $. Aproximadament el 18,3% de les famílies i el 22% de la població estaven per davall del llindar de pobresa.

## Poblacions més properes
El següent diagrama mostra les poblacions més properes.